# Éclaireuses et Éclaireurs de France
Éclaireuses et Éclaireurs de France (Guies i escoltes de França, EEdF) és una associació interreligiosa i coeducativa d'escoltisme i guiatge de França.
Els primers agrupaments escoltes de França es fundaren el 1911 amb el suport de la publicació Journal des Voyages i els primers agrupaments guies interreligiosos començaren el 1914; els dos moviments es fusionaren el 1964 formant EEdF. Actualment, l'associació agrupa 17000 escoltes. EEdF és a membre de la federació Scoutisme Français i a través d'aquesta és membre de la World Organization of the Scout Movement i de la World Association of Girl Guides and Girl Scouts.